# 취동광
취동광(翠銅鑛)은 강렬한 에메랄드 녹색에서 청록색 구리 시클로 규산염 광물이다. 투명에서 반투명하다. 광택은 아아다만틴(sub-adamantine)에 유리체이다. 이 물질의 식은 Cu6Si6O18·6H2O(CuSiO2(OH)2로도 보고됨)이다. 경도는 5로 치아 법랑질과 같다. 비중은 3.28~3.35이며, 두 개의 완벽한 벽개 방향과 한 개의 매우 좋은 벽개 방향을 가지고 있다. 또한, 디옵타제는 매우 취약하므로 검체를 각별히 주의하여 다루어야 한다. 마름모꼴로 끝나는 6각형 결정을 형성하는 육방정계 광물이다.
광물 수집가들에게 인기가 높으며 때로는 작은 보석으로 절단되기도 한다. 또한 분쇄하여 그림용 안료로 사용할 수도 있다.

## 같이 보기
- 공작석